# Simon Fisher-Becker
Simon Fisher-Becker (Londres, 25 de novembre de 1961 — 9 de març de 2025) va ser un actor, escriptor i narrador britànic, conegut per la seva trajectòria en cinema, televisió i teatre. Es va especialitzar en papers de comèdia, destacant especialment per dos rols icònics: el del fantasma Frare Gras a Harry Potter i la pedra filosofal (2001) i el de Dorium Maldovar a la sèrie Doctor Who en les temporades 5 i 6. A més, va participar en diverses produccions de televisió britànica com Puppy Love, One Foot in the Grave, The Bill, Love Soup i Afterlife.
En el cinema, va treballar a la pel·lícula Els miserables (2012), guanyadora de l’Oscar, junt amb actors com Hugh Jackman, Russell Crowe i Anne Hathaway. A banda de la seva tasca com a actor, Fisher-Becker va exercir com a escriptor i va ser un destacat narrador, reprenent el seu paper de Dorium Maldovar en pòdcasts relacionats amb Doctor Who i col·laborant en diversos programes de ràdio.